# La Torre de Fluvià
La Torre de Fluvià és un poble del municipi de Cubells, a la Noguera. El 2019 tenia 32 habitants (el 1986, 60).
Fou municipi independent fins a mitjans del segle xix quan s'integrà a Cubells.
L'església, Sant Salvador de la Torre de Fluvià, depèn de la parròquia de Cubells. Fa la festa major l'últim dissabte d'agost. A la Torre de Fluvià també hi ha una casa de turisme rural, anomenada Ca l'Adrià. L'últim dia de festa major es realitzen jocs per als més petits del poble.